# 1700.
1700. je prvo desetletje v 18. stoletju med letoma 1700 in 1709. 